# Denis Šme
Denis Šme (sinh 22 tháng 3 năm 1994) là một cầu thủ bóng đá Slovenia thi đấu cho Aluminij mượn từ Maribor.

## Danh hiệu
Koper
- Cúp bóng đá Slovenia (1): 2014–15
- Siêu cúp bóng đá Slovenia (1): 2015

Maribor
- Slovenian Championship (1): 2016–17
- Cúp bóng đá Slovenia (1): 2015–16